# Manuel González Martí
Manuel González Martí (València, 1 de gener de 1877 - 4 de gener de 1972) era un dibuixant, historiador i erudit valencià, fundador del Museu de Ceràmica de València el 1954 i director de 1954 a 1972 i director durant els anys 1940 del Museu de Belles Arts de la mateixa ciutat.
Encara que va estudiar dret a la Universitat de València, va destacar com a dibuixant i caricaturista, activitat a què es dedicà en estudiar dibuix a la Reial Acadèmia de Belles Arts de Sant Carles. Com a caricaturista va utilitzar el pseudònim Folchi i va ser guardonat amb la Medalla d'Or de l'Exposició Regional de València (1909), i amb la Medalla de Plata en l'Exposició de Barcelona (1911).
Va fundar el setmanari Cascarràbies (1897), la revista Arte Moderno (1900), Valencia Artística (1903), i Impresiones (1908). El 1911 va ser encarregat de la restauració de la taulelleria de les estances de la família Borja al Vaticà, moment a partir del qual la ceràmica esdevingué la seua principal preocupació.
El 1923 va fundar l'Escola de Ceràmica de Manises i, el 1924, fou nomenat delegat regi de Belles Arts. Des de la direcció del Museu de Belles Arts, lloc on va accedir el 1940, va promoure la creació del Museu de Ceràmica de València, la qual cosa va aconseguir el 1954. Va ser director d'aquest museu, ubicat al palau del marqués de Dosaigües, fins a la seua mort, el 1972.
Després de la mort de la seua muller Amelia Cuñat i Monleón, en juliol de 1946, va decidir donar la seua col·lecció de ceràmica a l'Estat Espanyol, perquè l'albergara va crear el Museu Nacional de Ceràmica el 6 de febrer de 1947 (del que seria el seu director vitalici). Aquest fet era la culminació a una dilatada vida d'investigació, en la que va desenvolupar estudis fonamentals per al coneixement de la història de la ceràmica valenciana. El museu es va convertir en la principal institució amb fons de ceràmica valenciana, però a més va reunir, en els vint-i-cinc anys en què va ser dirigit pel seu fundador, una ingent quantitat de dibuixos, gravats, pintures, indumentària i mobiliari fruit de la seua visió personal sobre el sentit de la institució i de les relacions personals que va mantindre al llarg de la seua vida amb escriptors com ara Vicent Blasco Ibáñez, artistes com els Pinazo i els Benlliure, músics com Carles Giner, Maria Ros o Giacomo Lauri-Volpi, etc. Amb aquestes col·leccions va reflectir una completa imatge de la creativitat valenciana al llarg del segle xx.
Com a escriptor, fou autor de Contes del pla i de la muntanya i dins la seua obra d'investigació destaca Cerámica del levante español. Siglos medievales (1944-1952) i la biografia Pinazo: su vida y obra (1920).
González Martí va ser vicepresident de la Diputació de València, vicepresident de l'Hispanic Society i president de lo Rat Penat durant dos mandats (1928-1930 i 1949-1958).
El 1944 tingué la iniciativa de declarar monument historicoartístic el medieval Portal de Valldigna de la ciutat de València, ja que els seus propietaris no hi tenien molt d'interés, i pretenien construir en el seu solar un edifici de nova planta. També destaca la petició a les autoritats de la restauració del retaule de Jacomart de Catí.
Era net del morellà Miguel González Sáez, autor de l'himne de Morella, en la seua joventut i més tard en els anys quaranta i cinquanta, estiuejava a Morella.
El 1916 és president de la colònia de Morellans Absents. Els anys 20 i 30 es va guanyar un gran reconeixement del món acadèmic i intel·lectual. L'any 1928 amb el Mossén En Francisco Masiá i el seminarista Manuel Milian i Boix va organitzar la I Exposició Morellana d'Art.
González Martí fou nomenat fill adoptiu de la ciutat de Morella l'any 1951 i el 2 de setembre de 1957 se va inaugurar un monument del seu bust al passeig de l'albereda de la mateixa ciutat.

## Manuel González Martí i Lo Rat Penat
Va ser, des de molt jove, soci actiu de Lo Rat Penat, participant en les excursions científic-literàries, prenent anotacions i realitzant dibuixos i fotografies de molts monuments que després van formar part del seu àlbum personal sobre art i història. A l'associació cultural Lo Rat Penat va arribar a ser el seu president entre 1928 i 1930, i després de la guerra, per mandat de la nova autoritat civil entre 1950 i 1962. Va ser durant aquest segon mandat quan va decidir nomenar com a secretari de l'associació cultural a Enric Matalí i Timoneda, el 13 de febrer de 1955; va ser durant aquest període i juntament amb Carles Salvador, quan es promou el desenvolupament dels cursos de valencià.